# Lampides pygmaea
Lampides pygmaea är en fjärilsart som beskrevs av Hermann Stauder 1925. Lampides pygmaea ingår i släktet Lampides och familjen juvelvingar. Inga underarter finns listade i Catalogue of Life.